# Miejskie Zakłady Komunikacyjne w Warszawie
Miejskie Zakłady Komunikacyjne w Warszawie – państwowy miejski zakład obsługujący transport zbiorowy na terenie Warszawy, działający w latach 1964–1994. 

## Opis
1 marca 1994 roku przedsiębiorstwo zostało podzielone na samodzielne podmioty:
- Tramwaje Warszawskie – obsługujący wszystkie linie tramwajowe oraz ich torowisko;
- Miejskie Zakłady Autobusowe w Warszawie obsługujące linie autobusowe i trolejbusową (do roku 1995);
- Spółdzielnia Usług Socjalnych jako organ przejmujący dawne ośrodki wypoczynkowe MZK Warszawa w Międzywodziu (Pensjonat „Varsovia”), Mrzeżynie, Rybitwach, Karpaczu, Łazach i Warszawie (Hotel Suseł i Wisełka).

Dwa lata wcześniej powstał Zarząd Transportu Miejskiego, sprawujący funkcje kontrolno-zarządzające z ramienia miasta, a także prowadzący dystrybucję i kontrolę biletów.
Wewnętrzną kontrolę funkcjonowania systemu komunikacyjnego oraz rolę interwencyjną w przypadku nagłych zdarzeń (wypadków, awarii technicznych) prowadził Nadzór Ruchu MZK Warszawa.